# サナブリア湖
サナブリア湖（スペイン語: Lago de Sanabria）は、スペイン・カスティーリャ・イ・レオン州サモラ県プエブラ・デ・サナブリアの北西8kmにある氷河湖。サナブリア湖周辺は自然公園に指定されている。

## 地理
サナブリア湖の表面積は3.48km2。流域面積は11.42km2。長さは3.3km、幅は1.47km。平均水深は27.7m、最大水深は51m。湖岸線長は9.13km。概して降水量の少ないスペインには数少ない、一定の面積を持つ自然湖である。イベリア半島最大の氷河湖である。

## サナブリア湖自然公園

カスティーリャ・イ・レオン州におけるサナブリア自然公園の範囲（赤）

1978年10月27日にはサナブリア湖を含む地域がサナブリア湖自然公園に指定された。サナブリア湖自然公園の面積は22,365ヘクタールである。2007年には42,669人が自然公園を訪れた。改修されたサン・マルティン・デ・カスタニェーダ修道院には公園解説センターが入っている。自然公園の自然的・社会的・文化的側面を解説する常設展示がなされている。
サナブリア湖自然公園はサナブリア湖を中心として、セグンデーラ山地やカブレラ山地などにまたがっている。もっとも標高の低い部分はサナブリア湖岸の997mであり、もっとも標高の高い部分はトレビンカ山頂の2,124mである。サナブリア湖自然公園は美学や景観の面において高い評価を受けている。
哺乳類ではノロジカやタイリクオオカミやユーラシアカワウソ、鳥類ではヨーロッパヤマウズラやイヌワシ、魚類ではトラウト類などが自然公園内に生息している。サナブリア湖に近いクレブラ山地は西ヨーロッパでも数少ない、野生のタイリクオオカミが数多く生息している地域である。

## ギャラリー

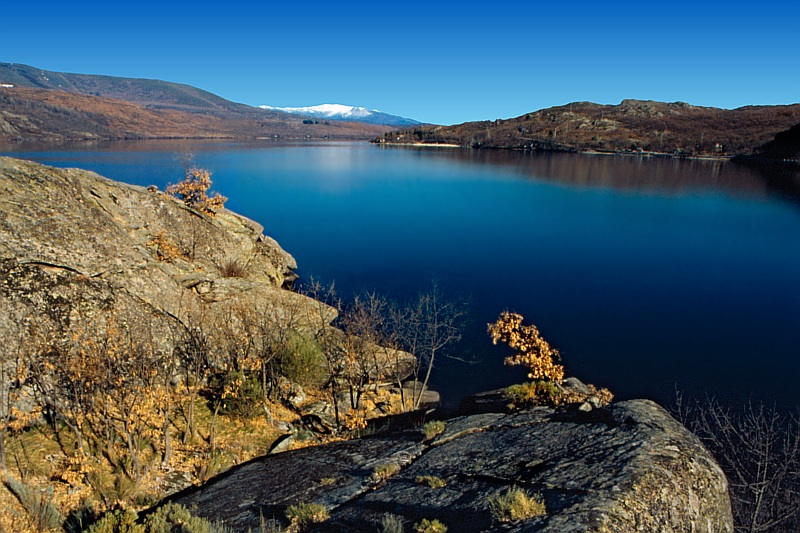
湖岸から見たサナブリア湖
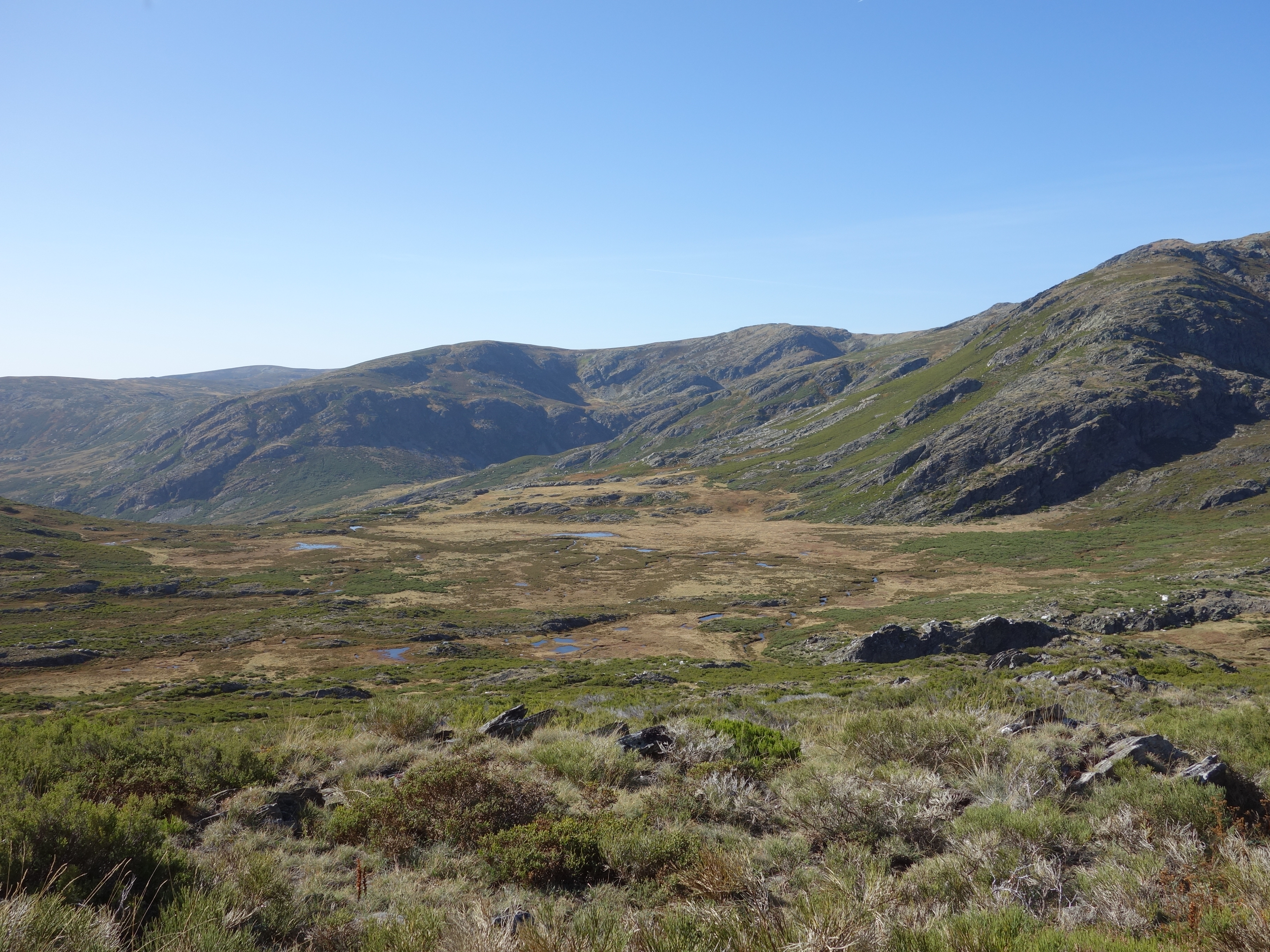
トレビンカ
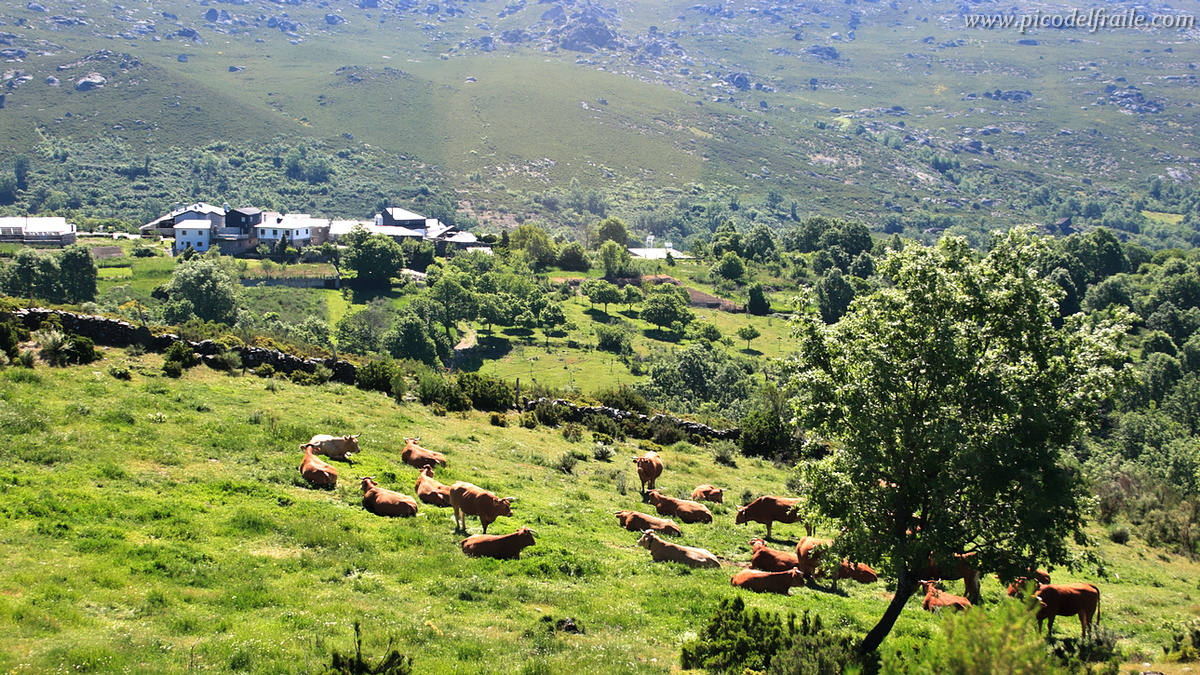
サナブリア自然公園に含まれるラ・テヘラ集落
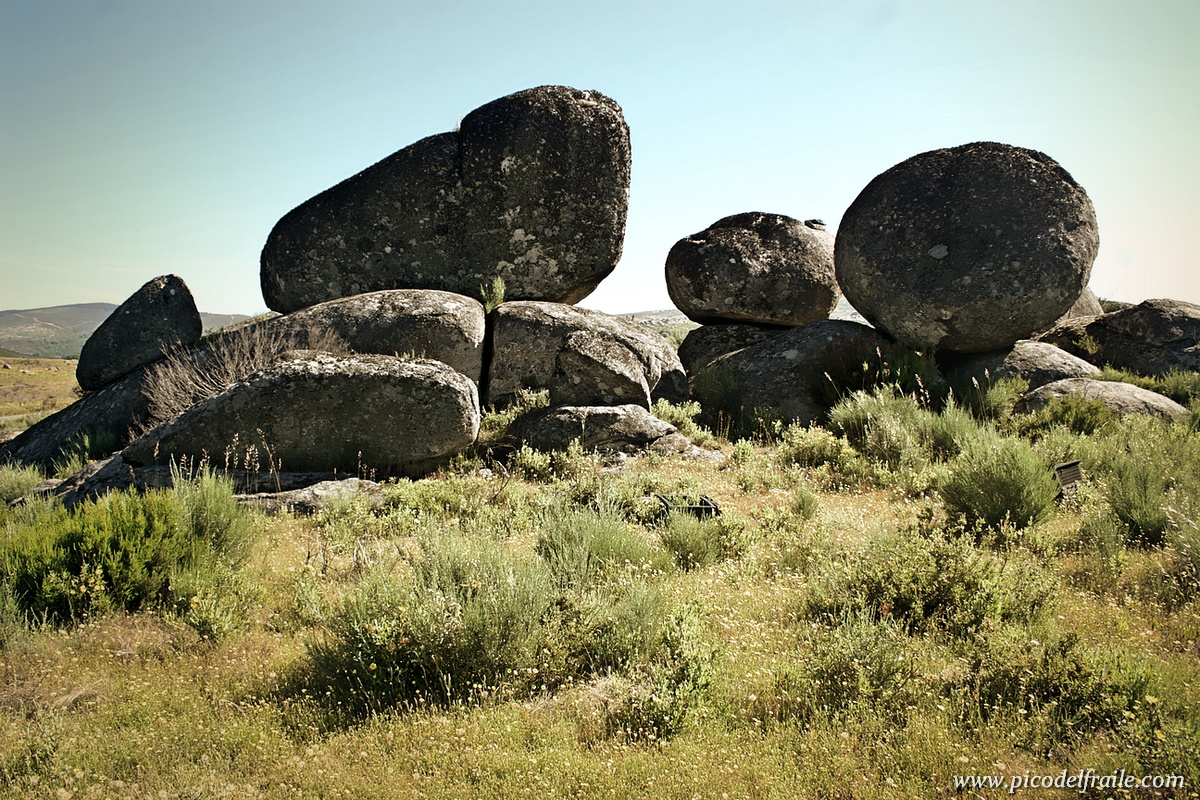
サナブリア自然公園に含まれるカストロミル集落の巨石
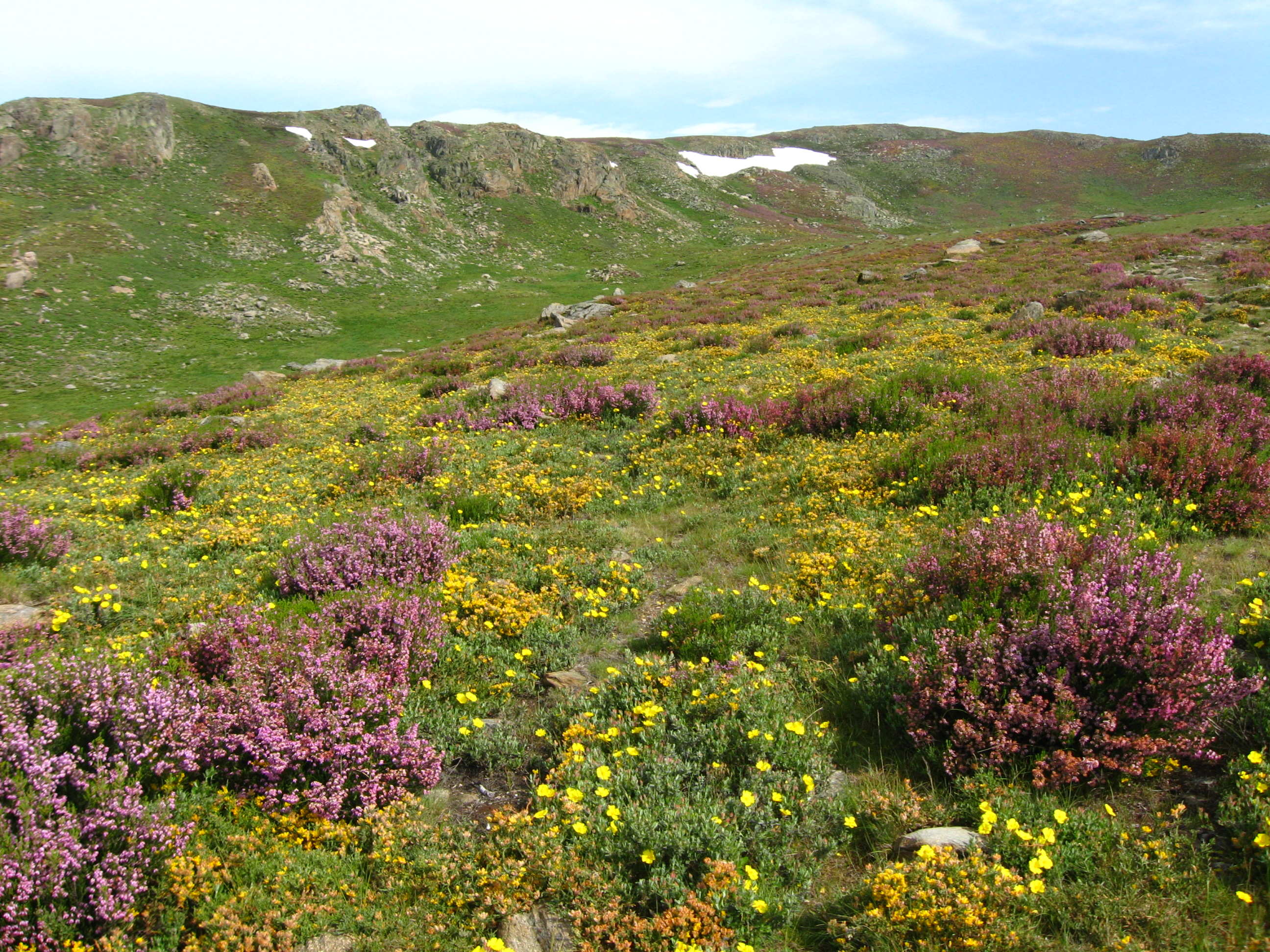
サナブリア山地